# Osadniczek goły
Osadniczek goły (Discelium nudum Hedw.) – gatunek mchu należący do monotypowej rodziny osadniczkowatych (Disceliaceae). Ma zasięg wokółbiegunowy na półkuli północnej, schodzi na południe do strefy umiarkowanej, gdzie rośnie głównie na obszarach górskich. W Europie jest rzadki na obszarze od Hiszpanii po Skandynawię. W Polsce znany był z udokumentowanego na początku XIX wieku jednego stanowiska z Górnego Śląska (z Chorzowa), którego nigdy później nie odnaleziono. Gatunek odkryty został ponownie w 1996 w Katowicach-Brynowie w wyrobisku starej cegielni przy parku im. Tadeusza Kościuszki.
Gatunek zasiedla wilgotne, gliniaste stoki, hałdy, brzegi rowów i strumieni, dna zasychających zbiorników i gliniaste przydroża. Rośnie pojedynczo lub w luźnych skupieniach. Lokalnie w rejonach występowania pojawiać się może obficie. Rozpoznawalny jest w czasie rozwijania względnie okazałych sporofitów (w stosunku do drobnych gametofitów) tj. jesienią i zimą, poza tym łatwo go przeoczyć, choć gametofity też wyróżniają się wyglądając jak drobne pączki liściowe.

## Morfologia

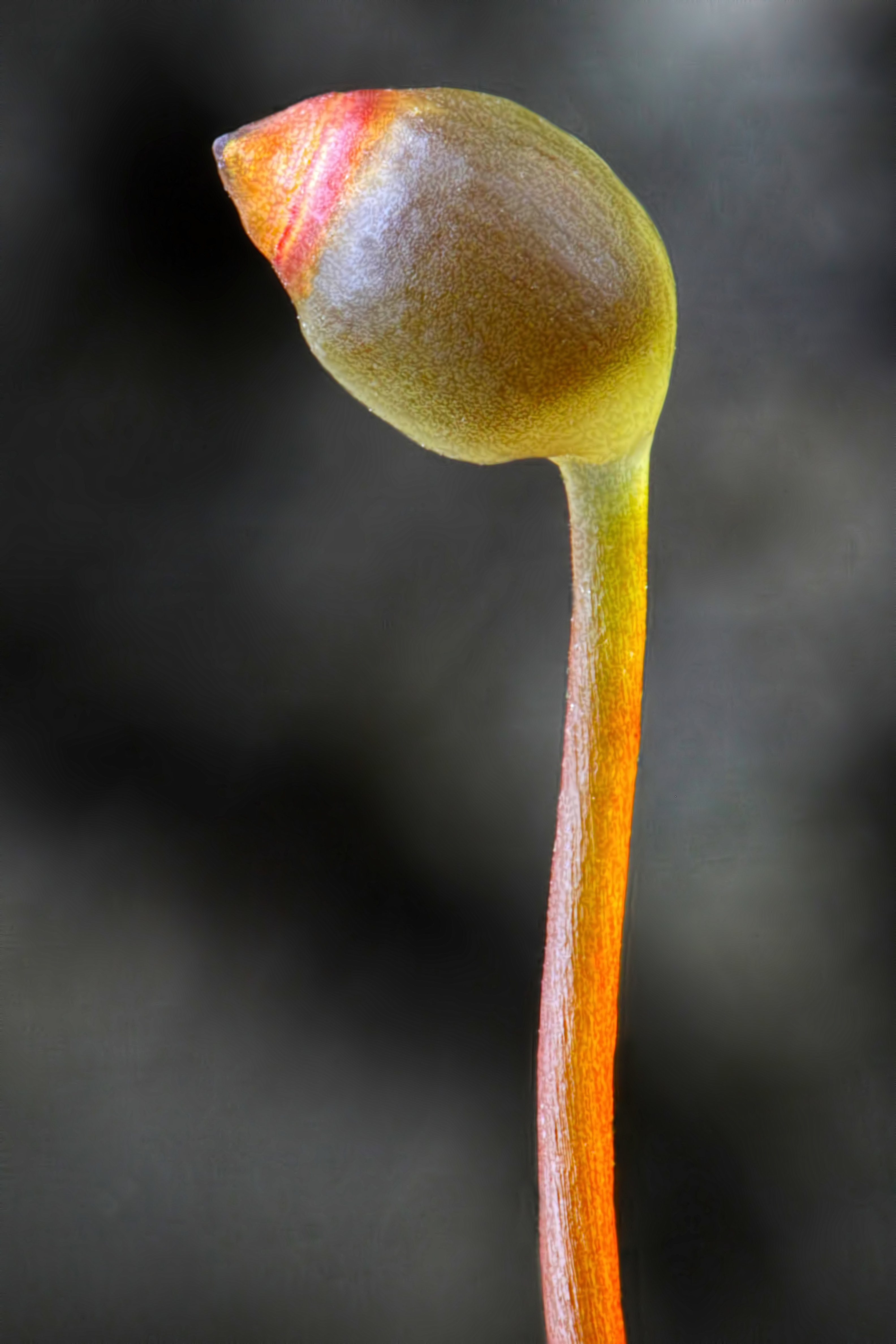
Zarodnia

GametofitRośliny roczne rozwijające się z trwałego splątka. Łodyżki osiągają do 2 mm wysokości, są pojedyncze, na przekroju okrągłe. Listki osiągają do 1,5 mm długości i 1 mm szerokości, są lancetowate, na brzegu płaskie, na szczycie zaostrzone lub tępe, pozbawione żebra. Zawierają bardzo nieliczne chloroplasty, stąd rośliny są niemal bezbarwne. Listki skupione są pączkowato na łodyżkach. Gametangia męskie i żeńskie powstają na osobnych roślinach, ale wyrastających z tego samego splątka, stąd rośliny określane są jako pozornie dwupienne.
SporofitCienka, ale prosto wzniesiona i sztywna seta ma barwę jasnoczerwoną do czerwonobrunatnej i osiąga do 2,5 cm wysokości. Na szczycie seta jest zgięta, stąd zarodnia jest zwieszona lub ułożona horyzontalnie. Ma ona kształt kulisty i długość do 1 mm, jest jasnobrunatna i gładka. Perystom jest pojedynczy z długolancetowatymi zębami. Czepek kapturkowaty.

## Systematyka
Jest to jedyny gatunek w obrębie rodzaju osadniczek Discelium S. E. Bridel, Bryol. Univ. 1: 365. Jan-Mar 1826. Jest to też jedyny przedstawiciel rodziny osadniczkowatych Disceliaceae Schimp., zaliczanej w jednych ujęciach do skrętkowców Funariales lub do własnego, znów monotypowego rzędu Disceliales Ignatov, Ignatova & Fedosov w obrębie podklasy Funariidae.

## Ochrona
Roślina objęta jest w Polsce częściową ochroną gatunkową od 2014. Wcześniej, od 2004 objęta była ochroną ścisłą.